# Институт за социолошка истраживања Филозофског факултета Универзитета у Београду
Институт за социолошка истраживања је научна јединица у саставу Филозофског факултета Универзитета у Београду. Постоји од 1972. године, а први управник Института је била Загорка Голубовић.

## Истраживачи
Чланови Института за социолошка истраживања су наставници и сарадници Одељења за социологију Филозофског факултета Универзитета у Београду, као и повремени спољни сарадници. У Институту су ангажовани и стипендисти Министарства за науку и технолошки развој Републике Србије. Осим тога, студенти старијих година основних студија социологије имају прилику да у Институту стекну основно истраживачко искуство.

## Истраживања
Од 1972. године до данас Институт је реализовао 18 великих истраживачких пројеката у оквиру којих је спроведено више теоријских и емпиријских истраживања. Теме којима се ови пројекти баве односе се на проучавање друштвене структуре и друштвених промена у Србији. Резултати истраживања представљени су у монографијама и зборницима које је Институт објавио.

## Видите још
- Филозофски факултет Универзитета у Београду